# Список смертников (фильм, 1988)
«Список смертников» («Игра в смерть»; англ. The Dead Pool) — американский фильм 1988 года режиссёра Бадди Ван Хорна с Клинтом Иствудом в главной роли. Это последний, пятый фильм из серии фильмов о Грязном Гарри, полицейском из Сан-Франциско.

## Сюжет
Гарри Каллахану удаётся посадить в тюрьму крупного преступника, после чего он становится известным в городе полицейским. Люди мафии начинают преследовать его с тем, чтобы отомстить. Полицейское начальство просит Гарри больше общаться с прессой, тем самым, создавая положительный имидж полицейского департамента Сан-Франциско.
В городе начинают происходить загадочные убийства знаменитостей. В это время журналистам становится известно, что режиссёр слешер-фильмов Питер Суон со своими друзьями играет в игру «Смертельный список». Суть её заключается в том, что каждый из участников игры составляет свой список из восьми знаменитостей, которые могут умереть своей смертью до определённой даты. Когда наступает эта обозначенная дата участники подсчитывают свои очки, основываясь на том из чьего списка умерло больше звёзд. Когда журналисты получили правила этой игры и списки знаменитостей, оказалось, что все погибшие звёзды были из списка режиссёра Питера Суона. В этом же списке присутствует и Гарри Каллахан.
Гарри со своим новым напарником, американцем китайского происхождения, выходит на след настоящего убийцы. Им оказывается сумасшедший фанат режиссёра Питера Суона, который считает, что тот каким-то образом читает его мысли и ночные кошмары и на их основе снимает свои фильмы.

## В ролях
- Клинт Иствуд — Гарри Каллахан
- Патриша Кларксон — Саманта Уокер
- Лиам Нисон — Питер Суон
- Ивэн С. Ким — инспектор Эл Куан
- Дэвид Хант — Харлан Рук
- Майкл Карри — капитан Доннелли
- Майкл Гудвин — лейтенант Акерман
- Джим Керри — Джонни Скверс
- Anthony Charnota — Луи Джанеро
- Ронни Клэр Эдвардс — Молли Фишер
- Луис Гьямбальво — Гус Вилер
- Чарльз Мартине — репортёр

## Производство
Фильм снимался с февраля по март 1988 года в Сан-Франциско. На экраны вышел 15 июля того же года. Бюджет фильма составил 31 млн долларов. В первую неделю проката в США собрал $9 млн, всего в США — $ 37 903 295.
На холмистых улицах Сан-Франциско патрульную машину Каллахана Oldsmobile 98 преследует начинённый взрывчаткой радиоуправляемый автомобиль, стилизованный под 1963 Chevrolet Corvette. Во время съёмок радиоуправляемым автомобилем руководил Джей Хелси — победитель 1985 года на автомодельном чемпионате IFMAR (International Federation of Model Auto Racing). Эта сцена погони напоминает знаменитую погоню из фильма со Стивом Маккуином «Буллит» (1968).

## Критика
Фильм получил смешанные отзывы. На сайте Rotten Tomatoes он имеет рейтинг 52 %. С другой стороны, такой кинокритик, как Роджер Эберт из Chicago Sun-Times, оценил фильм положительно.
Песня, на которую в фильме снимают клип, — «Welcome to the Jungle» группы Guns N’ Roses. Участники группы не отмечены в титрах, но они появляются в некоторых моментах. Например, во время похорон или во время съёмок сцены в доках, где Слэш стреляет из гарпуна.